# Golden Goose
Golden Goose è un'azienda di lusso italiana specializzata nella creazione, nel design e nella vendita di calzature, abbigliamento, borse e accessori. Fondata a Marghera (Venezia) nel 2000 da Alessandro Gallo e Francesca Rinaldo , l'azienda conta ad oggi cinque sedi (Milano, Marghera, New York, Seoul e Shanghai), due poli produttivi di proprietà e oltre 200 negozi dislocati in 23 Paesi. Nel 2023 il volume d'affari totale ammontava a 587,2 milioni di euro  .

## La storia

### Gli inizi
Golden Goose viene fondata il 23 dicembre del 2000 a Marghera (VE) da un'idea di Alessandro Gallo e Francesca Rinaldo. Il progetto nasce in un garage adibito a ufficio, dove i due fondatori realizzano i primi capi di abbigliamento con il supporto di un artigiano veneto. Nel 2001 viene lanciata la prima collezione di capi prêt-à-porter creati rielaborando vecchi indumenti, come denim usati che Alessandro Gallo trasforma in gonne cucite a mano. Nel 2004, ispirati da un viaggio negli Stati Uniti tra il New Mexico e il Texas, Alessandro e Francesca introducono nella collezione i Boots, stivali dallo stile vintage.

### La prima sneaker
Nel 2007, dopo un viaggio a Los Angeles, Alessandro Gallo e Francesca Rinaldo creano il primo paio di sneaker Golden Goose: le Super-Star. Queste riproducono i segni di usura tipici delle scarpe utilizzate dagli skater, che distinguerà da quel momento in poi tutte le sneaker del marchio . Le Super-Star sono il primo modello Golden Goose a caratterizzarsi per la presenza della stella senza una punta sul lato laterale della tomaia, ad oggi simbolo distintivo del marchio.

### La crescita del marchio
Nel 2008, all'interno di un'ex fonderia, viene inaugurata a Marghera la prima sede di Golden Goose. Nel 2013 viene aperto il primo negozio in via Cusani a Milano . Nel 2015 vengono aperte le boutique di New York e Parigi. Dai 57 negozi alla fine del 2018, si passa agli oltre 90 alla fine dell'anno successivo. Nel 2019 inaugura l'e-commerce, contemporaneamente viene rafforzata la rete internazionale di negozi al dettaglio. Nel 2020 gli store operativi sono 123, mentre nel 2024 se ne contano 191, distribuiti in 23 Paesi, tra Asia, Europa, Medio Oriente e Americhe. Nel 2021 viene inaugurata la sede di Milano. Nel 2022 l'azienda acquista il suo primo polo produttivo, Italian Fashion Team a Casarano (Lecce), seguito nel 2023 dal secondo polo produttivo di Sirio (Caserta).

## Descrizione e stile
Golden Goose è specializzata nella produzione di sneaker prodotte artigianalmente in Italia. Oltre alle calzature crea e distribuisce abbigliamento, borse e altri accessori. I segni distintivi del marchio sono la stella senza una punta e l'effetto "vissuto". Inoltre viene offerta la possibilità di personalizzare i prodotti: questa esperienza, chiamata Co-Creation, si svolge in negozio o online in collaborazione con un artigiano esperto .

## Proprietà
Nel 2013, con un fatturato di 30 milioni di euro, l'azienda viene acquistata dal gruppo Style Capital. Nel 2015 la maggioranza dell'azienda è acquisita da un gruppo di investitori legati a Ergon Capital. A febbraio 2017 The Carlyle Group acquista il 100% di Golden Goose. Tre anni dopo, a febbraio 2020, Permira decide di acquistare la maggioranza delle quote di Carlyle Group.

## Sostenibilità
Nel 2021 Golden Goose lancia la Forward Agenda, iniziando un percorso volto a rendere i suoi processi e la sua produzione più sostenibile. Nel 2022 viene aperto il primo Forward Store a Milano, specializzato nella fornitura di servizi di riparazione delle calzature. Sempre nel 2022 viene messa in commercio la prima sneaker sostenibile, la Yatay Model 1B

## Curiosità
- Il primo modello di sneaker Ball Star Pro è stato ideato in collaborazione con lo skateboarder professionista Cory Juneau, che le ha indossate sul podio delle Olimpiadi di Tokyo nel 2021[15]  .
- Ad agosto 2024, in occasione delle Olimpiadi di Parigi 2024, Keegan Palmer si è confermato campione olimpico nello skateboard park grazie a una prima run da 93,11 punti, indossando proprio un modello di sneaker Golden Goose.
- Ad aprile 2024, in occasione della Biennale di Venezia, Golden Goose ha inaugurato a Marghera HAUS, uno spazio multifunzionale dedicato all’arte e all’artigianalità. Un hub culturale che ospita l’Academy del brand e l’archivio di tutte le creazioni prodotte dal marchio dal 2000 a oggi.[16]